# کودکان (فیلم ۱۹۸۰)
«کودکان» (انگلیسی: The Children (1980 film)) فیلمی در ژانر ترسناک است که در سال ۱۹۸۰ منتشر شد.